# Juan de Ribera
San Juan de Ribera o según algunas fuentes, Juan de Rivera (Sevilla, 27 de diciembre de 1532-Valencia, 6 de enero de 1611) fue un religioso, patriarca latino de Antioquía y hombre de estado español. Fue beatificado en 1796 y canonizado por el papa Juan XXIII en 1960.

## Biografía
Hijo natural del noble Per Afán de Ribera, duque de Alcalá, marqués de Tarifa y, posteriormente al nacimiento de Juan, virrey de Valencia y de Nápoles. Se quedó huérfano de madre, la sevillana de origen genovés Teresa Pinelo, siendo muy niño.
Estudió en la prestigiosa Universidad de Salamanca, con teólogos como Melchor Cano y Domingo de Soto. Cuando llevaba pocos años siendo sacerdote y contaba solamente con 30 años de edad, en 1562, con el papa Pío IV, fue nombrado obispo de Badajoz. Allí se dedicó a adoctrinar a los católicos y combatir el entonces novedoso movimiento del protestantismo.
Más tarde, fue nombrado arzobispo de Valencia y patriarca de Antioquía (1568), a fin de afrontar la cuestión de los moriscos en Valencia. Reimprimió muy corregido y mejorado el bilingüe Catecismo para instrucción de los nuevamente convertidos de moros del obispo de Valencia Martín Pérez de Ayala. Valencia: Pedro Patricio Mey, 1599. En 1602, el rey Felipe III lo nombró virrey de Valencia y, así, llegó a ser al mismo tiempo jefe religioso y jefe civil.

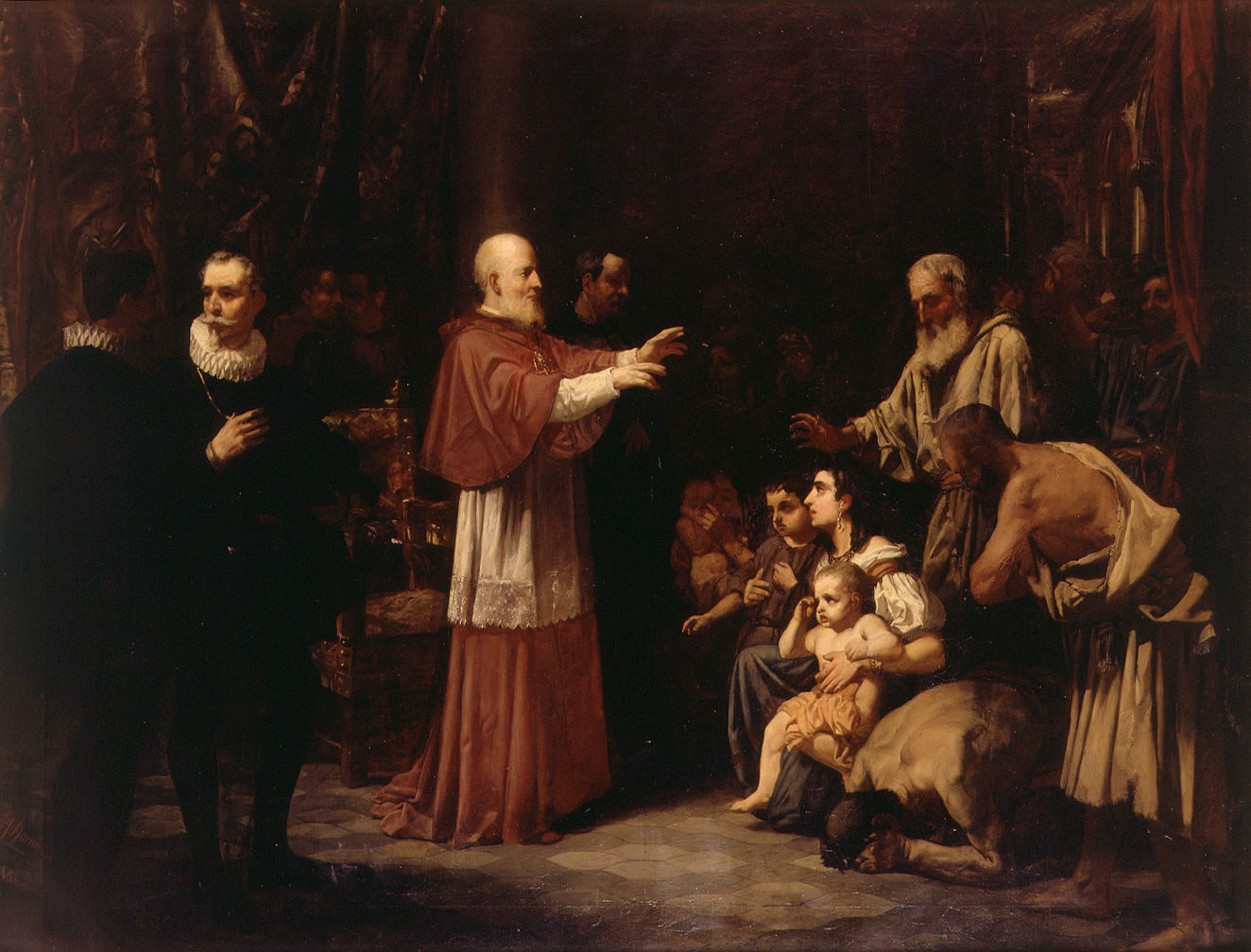
San Juan de Ribera en la expulsión de los moriscos por Francisco Domingo Marqués (1864, Museo de Bellas Artes, Valencia).

Utilizó su posición e influencia para ser uno de los principales impulsores y el más firme abogado ante el rey de la expulsión de los moriscos de 1609. 
Escribió numerosas obras entre las que destaca el Manuale valentinum (1592). Desde 1569 hasta 1610, hizo 2715 visitas pastorales a las parroquias y los resultados de esas visitas los dejó en 91 volúmenes con 91 000 páginas. Celebró siete sínodos o reuniones con todos los párrocos.
Fundó el Real Colegio Seminario del Corpus Christi, conocido entre los valencianos con el nombre de El Patriarca, cuyo cometido principal era la formación de sacerdotes según el espíritu y las disposiciones del Concilio de Trento, tal y como recoge el mismo fundador en las constituciones. Se convirtió así en un ejemplo de la Contrarreforma en Valencia. 
El clima religioso de la Contrarreforma y la personalidad y mecenazgo artístico de Juan de Ribera lo convirtieron en una de las figuras más influyentes de este periodo. San Pío V, el promotor de la Contrarreforma, lo llamó, cuando Ribera tenía unos cuarenta años, lumen totius Hispaniae (lumbrera de toda España).